# Eterno agosto
Eterno Agosto es el álbum debut del cantante hispanoalemán Álvaro Soler, el disco fue lanzado el 23 de junio de 2015 solo en Italia y Suiza. El primer sencillo del álbum, El mismo sol a dueto con la cantante puertorriqueña Jennifer Lopez, se convirtió en un éxito en Europa y en la canción del verano 2015 en Italia. Más tarde, le siguió el segundo sencillo del álbum, Sofía que fue un éxito a comienzos del año 2016.

## Lista de canciones

### 2015
1. "El mismo sol" (2:59)
2. "Tengo un sentimiento" (3:04)
3. "Agosto" (2:59)
4. "Mi corazón" (3:11)
5. "Volar" (3:01)
6. "Esta noche" (2:49)
7. "Esperándote" (3:18)
8. "Lucía" (3:28)
9. "La vida seguirà" (2:47)
10. "Si no te tengo a ti" (2:56)
11. "Que pasa" (3:12)
12. "Cuando volverás" (3:18)
13. "El camino" (3:07)

### 2015 (italian and spanish deluxe edition)
1. "El mismo sol" (2:59)
2. "Tengo un sentimiento" (3:04)
3. "Agosto" (2:59)
4. "Mi corazón" (3:11)
5. "Volar" (3:01)
6. "Esta noche" (2:49)
7. "Esperándote" (3:18)
8. "Lucía" (3:28)
9. "La vida seguirà" (2:47)
10. "Si no te tengo a ti" (2:56)
11. "Que pasa" (3:12)
12. "Cuando volverás" (3:18)
13. "El camino" (3:07)
14. "El mismo sol (Feat. Jennifer Lopez)" (3:08)
15. "El mismo sol (Under The Same Sun) (Feat. Jennifer Lopez)" (3:08)

### 2016 (international edition)
1. "Sofía" (3:30)
2. "Animal" (3:54)
3. "Libre" (3:50)
4. "El mismo sol" (2:59)
5. "Tengo un sentimiento" (3:04)
6. "Agosto" (2:59)
7. "Mi corazón" (3:11)
8. "Volar" (3:01)
9. "Esta noche" (2:49)
10. "Esperándote" (3:18)
11. "Lucía" (3:28)
12. "La vida seguirà" (2:47)
13. "Si no te tengo a ti" (2:56)
14. "Que pasa" (3:12)
15. "Cuando volverás" (3:18)
16. "El camino" (3:07)
17. "El mismo sol" (feat. Jennifer Lopez) (3:08)
18. "El mismo sol" (Under The Same Sun)" (feat. Jennifer Lopez) (3:08)

### 2016 (italian edition)
1. "Sofía" (3:30)
2. "Animal" (3:54)
3. "Libre" (Italian Version feat. Emma) (3:51)
4. "El mismo sol" (2:59)
5. "Tengo un sentimiento" (3:04)
6. "Agosto" (2:59)
7. "Mi corazón" (3:11)
8. "Volar" (3:01)
9. "Esta noche" (2:49)
10. "Esperándote" (3:18)
11. "Lucía" (3:28)
12. "La vida seguirà" (2:47)
13. "Si no te tengo a ti" (2:56)
14. "Que pasa" (3:12)
15. "Cuando volverás" (3:18)
16. "Sonrio (la vita com'è)" (Álvaro Soler & Max Gazzè) (3:49)
17. "El camino" (3:07)
18. "Sofia (Acoustic Version)" (3:30)
19. "El mismo sol (Under The Same Sun)" (feat. Jennifer Lopez) (3:08)
20. "Sofia (OOVEE Remix)" (3:44)

## Posicionamiento

### Semanales
| País    | Lista               | Primera semana       | Posición de ingreso | Mejor posición | Semanas en la mejor posición | Semanas en la lista | Última semana            | Ref.  |
| ------- | ------------------- | -------------------- | ------------------- | -------------- | ---------------------------- | ------------------- | ------------------------ | ----- |
| Italia  | FIMI                | 2 de julio de 2015   | 23                  | 1              | 5                            | 15                  | 1 de octubre de 2015     | [ 4 ] |
| Suiza   | Schweizer Hitparade | 5 de julio de 2015   | 71                  | 1              | 2                            | 44                  | 4 de octubre de 2015     | [ 5 ] |
| Francia | SNEP                | 22 de agosto de 2015 | 79                  | 79             | 1                            | 5                   | 19 de septiembre de 2015 | [ 6 ] |